# Chiesa di San Giovanni Battista (Tremosine sul Garda)
La chiesa di San Giovanni Battista, o pieve di San Giovanni, è la parrocchiale di Pieve, frazione-capoluogo del comune sparso di Tremosine sul Garda, in provincia e diocesi di Brescia; fa parte della zona pastorale dell'Alto Garda.

## Storia
La prima chiesa di Pieve fu edificata probabilmente nell'VII secolo. Nel XII secolo questa cappella venne demolita per far posto alla nuova pieve di Santa Maria Assunta, a fianco della quale fu eretto il campanile. L'attuale parrocchiale venne costruita tra il 1570 ed il 1593 e la torre campanaria fu contestualmente sopraelevata. Nel 1633 la chiesa venne ridedicata a San Giovanni Battista e, nel 1642, ampliata. Nel 1672 fu realizzato l'altar maggiore e, tra il 1694 ed il 1696, costruito l'organo. Nel XVIII secolo l'edificio venne decorato per volere dell'allora parroco don Giovanni Maria Leonesio. Nel 1835 l'organo seicentesco fu ceduto alla parrocchia di Costa di Gargnano e ne venne acquistato uno nuovo. Infine, nel Novecento la pieve venne a più riprese restaurata.

## Interno
All'interno della pieve, che è ad un'unica navata, sono visibili, nel coro e sull'organo, delle decorazioni intagliate in noce dei Lucchini da Castel Condino, risalenti all'inizio XVIII secolo, un affresco del XV secolo e la pala seicentesca, opera del vestonese Giuliano Glissenti.